# 게오님
게오님(히브리어: גאונים; Geonim)은 중세 유대교 신도들에 있어 영적 지도자와 같은 사람들을 지칭하는 말이다. 이슬람 왕국에서 세속적인 권력을 갖던 포로족장(Exilarch)과는 차원이 다르다.
게오님은 복수명사이자 히브러어 성경세 자신감과 신뢰를 의미하는 גאון (Gaon')에서 유래한 것으로 게오님은 이것의 복수명사이다. 따라서 개별 명사로 부를 때는 가온이라고 부른다. 바빌로니아에 있던 대학교 학장을 맡는 사람들도 포함했으므로 "뛰어난 자"라는 의미도 지닌다.
게오님은 토라를 가르치고 유대교 경전을 가르치는 데 주도적이고 결정적인 역할을 했으며 탈무드를 가르치며 실제 정치에 이에 대한 적용법을 설명하기도 했다. 때문에 유대교에서 탈무드가 널리 교육되던 이 시기를 게오님 시대로 별칭하기도 한다.
게오님의 실질적인 역사는 589년에 시작한다고 볼 수 있으며 이들의 시대는 1038년 종결됐다. 수라에는 마르 랍 마르가 609년에 칭호를 얻었다는 기록과 1034년 마지막 가온인 헤제키아였다. 그는 고문을 당해 죽었고 게오님의 활동은 450년간 지속됐다.
게오님에는 2 곳의 주요 기관이 있었는데 수라와 바빌로니아의 고대 도시이던 품베디타에 있었다. 수라 학당이 원래 절대적인 우위에 있었으나 게오님 시대가 막을 내리면서 종말을 고했으며 품베디타의 학당이 우위를 점하게 됐다.

## 같이 보기
- 랍비 문학